# Monika Hartlieb
Monika Hartlieb (geboren 18. Mai 1962) ist eine deutsche Juristin. Sie ist seit 2004 Richterin am Bundespatentgericht in München.

## Beruflicher Werdegang
Monika Hartlieb war bis zu ihrer Ernennung zur Richterin am Bundespatentgericht zum 1. Januar 2004 Leitende Regierungsdirektorin. Sie war bis 2010 Mitglied in einem Marken-Beschwerdesenat. 2011 wechselte sie in einem Technischen Beschwerdesenat. 2019 wurde sie zur regelmäßigen Vertreterin des Vorsitzenden in einem Nichtigkeitssenat befördert, 2021 wurde sie dort Vorsitzende Richterin.
Monika Hartlieb war von 2016 bis 2018 und von 2019 bis 2021 Mitglied der Prüfungskommission für Patentanwälte.